# Osthausen (Gelchsheim)
Osthausen ist ein Gemeindeteil des Marktes Gelchsheim im unterfränkischen Landkreis Würzburg in Bayern.

## Geografische Lage
Das Kirchdorf Osthausen liegt im Nordosten des Gelchsheimer Gemeindegebietes am Schleibach, einem Zufluss des Thierbaches. Weiter nördlich beginnt mit dem Ortsteil Hopferstadt die Stadt Ochsenfurt. Im Osten liegt Gülchsheim, ein Ortsteil der Gemeinde Hemmersheim im mittelfränkischen Landkreis Neustadt an der Aisch-Bad Windsheim. Südöstlich ist Oellingen zu finden, das ebenfalls Teil der Gemeinde Gelchsheim ist. Im Südwesten befindet sich der Ort Gelchsheim, im Westen Sonderhofen-Bolzhausen.

## Geschichte

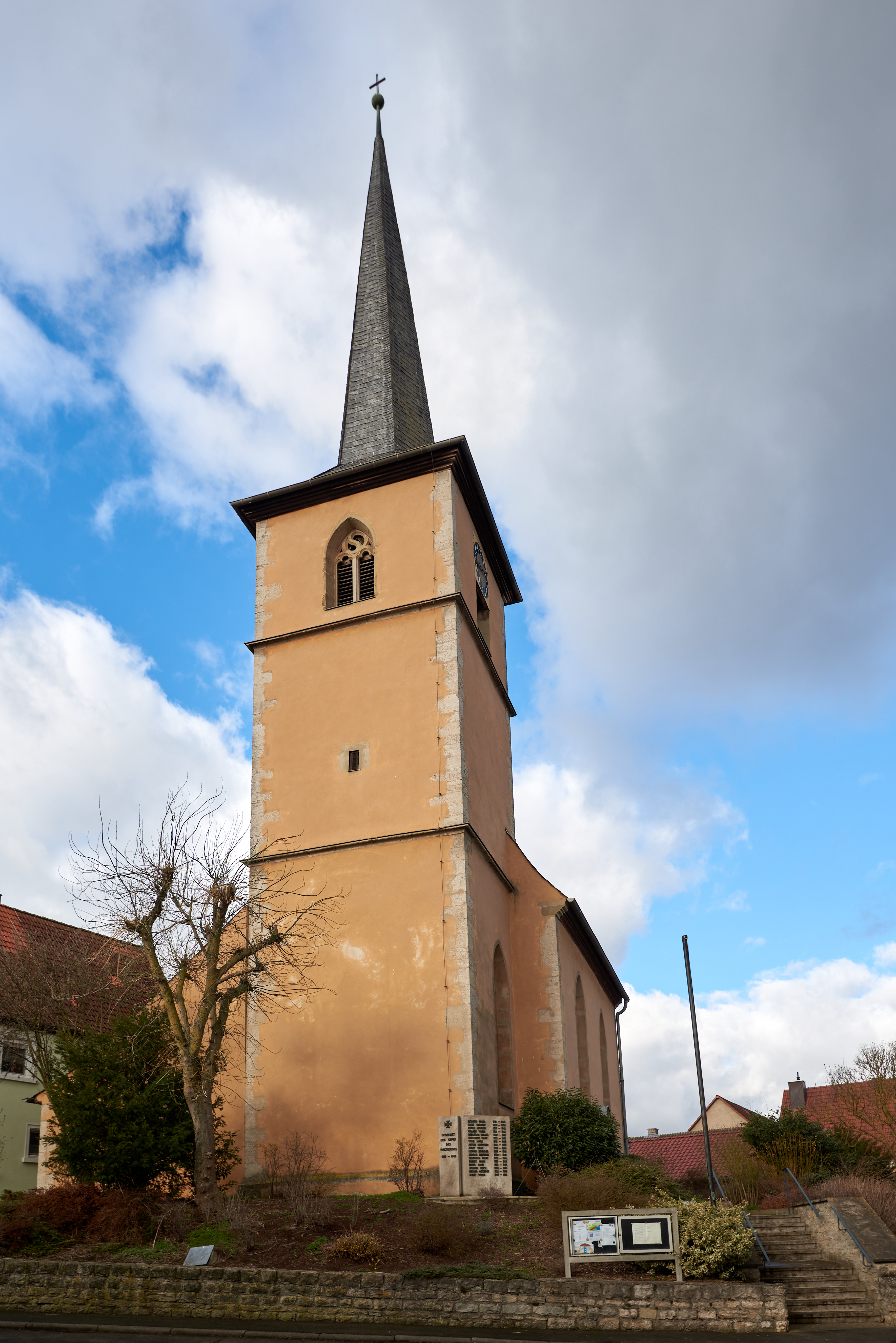
Kuratiekirche St. Laurentius in Osthausen

Im Nordosten der Osthausener Gemarkung liegt ein Bodendenkmal. Es handelt sich um mehrere vorgeschichtliche Grabhügel, die allerdings in späterer Zeit eingeebnet wurden. Während des Mittelalters hatte das Adelsgeschlecht der Zobel von Giebelstadt die Vogtei über das Dorf inne. Lehnsherr war allerdings wohl der Würzburger Fürstbischof. Nach einer Zwischenzeit im Großherzogtum Würzburg kam das Dorf 1814 endgültig an Bayern. Im Zweiten Weltkrieg erfuhr der Ort große Zerstörungen. Seit 1978 ist Osthausen Teil der Gemeinde Gelchsheim.

## Baudenkmäler
Den Mittelpunkt des Dorfes bildet die katholische Laurentiuskirche. Das Gotteshaus entstand im Zuge der Gegenreformation durch Julius Echter von Mespelbrunn im Jahr 1614. Die Kirche präsentiert sich als Saalbau mit eingezogenem Chor und Chorturm mit Spitzhelm. Nach den Zerstörungen im Weltkrieg musste das Bauwerk in der Nachkriegszeit neu errichtet werden. Um die Kirche ist der Friedhof des Dorfes zu finden, er entstand wohl bereits im 17. Jahrhundert.
Im Dorf und auf der Gemarkung sind viele Bildstöcke und Kleindenkmäler zu finden. Sie gehen zumeist auf private Stifter zurück und wurden in verschiedenen Jahrhunderten aufgestellt. Der älteste Bildstock von Osthausen geht auf das Jahr 1629 zurück und präsentiert sich als Reliefaufsatz mit Kreuzigung auf einem Pfeiler, an dem eine Stiftungsinschrift angebracht wurde. Weitere Stöcke entstanden im 18. bzw. 19. Jahrhundert. Besonders beliebt ist die Darstellung der Muttergottes.